# Revolta de Escravos Constitucionalistas
A Revolta dos Escravos Constitucionalistas, também chamada de Revolta de Escravos das Lavras, Revolta dos Escravos do Fanado ou Levante de Ouro Preto, iniciou-se em Fanados (atual Minas Novas, Minas Gerais), por volta de Janeiro e Fevereiro de 1821, após a Revolução Liberal do Porto e o início da elaboração de uma nova constituição em Portugal, os negros escravos que trabalhavam nas lavras de minérios em Minas Gerais, que já vinham de constantes lutas por liberdade e formação de quilombos na região, foram inspirados por um negro de muitas posses chamado Arguins (também referenciado como Argoim, Arguim ou Agoínos) a proclamarem a nova constituição, declarando igualdade entre brancos e pretos. Arguins em uma de suas declarações, declarou:
"Em Portugal proclamou-se a Constituição que nos iguala aos brancos: esta mesma Constituição jurou-se aqui no Brasil. Morte ou Constituição decretamos contra pretos e brancos: morte aos que nos oprimiram, pretos miseráveis! No campo da honra derramai a última gota de sangue pela Constituição que fizeram os nossos irmãos de Portugal."
O movimento reuniu em 14 de junho de 1821 na Serra de Ouro Preto cerca de 15 000 negros e mais 6 000 negros armados na Paróquia de São João do Morro, junto com dois regimentos de cavalaria auxiliar da Comarca de Serro Frio, o que indica uma participação da população branca abolicionista e a favor da Revolução Liberal do Porto.
Os negros liderados por Arguim eram fervorosos em suas convicções de liberdade, e chegavam a executar sem piedade aqueles negros que se negavam a participar do movimento. Criaram uma bandeira própria e usavam distintivos militares nas ruas. Chegaram a travar vários combates significativos, como em Paraibuna contra seus habitantes, contra os pretos do Arraial de Santa Barbara, e provável repressão em Diamantina e Mariana. No fim do movimento toda a província de Minas Gerais se encontrava a favor da nova constituição. Ainda assim foram duramente reprimidos, não se sabendo ao certo o número de mortos, podendo haver mais de mil negros mortos.
Durante a revolta,iniciou-se no Brasil os conflitos que levaram a independência do país em relação a Portugal, fato ocorrido em 7 de setembro de 1822, no qual a revolta se dispersou, com os negros acreditando que com isso estariam finalmente livres da escravidão, o que não se concretizou.